# Blondy
Blondy é um grupo feminino romeno de pop e electropop, fundado pela cantora Andreea Banica, em parceria com sua amiga Cristina Rus. Com os primeiros contatos iniciados em 2000, o grupo lançou seu primeiro trabalho oficial em 2001, permanecendo com a formação original até 2004, quando Cristina Rus deixou a dupla. Andreea Banica continuou por mais um álbum, cumprindo o contrato com a gravadora até o ano seguinte, finalizando as atividades como Blondy em 2005. 

## História
No final do ano de 2000 Andreea Banica, que havia se separado de seu antigo grupo Exotic, contatou sua amiga Cristina Rus para entrarem em um novo projeto profissional, batizado de Blondy em referência às duas amigas que teriam cabelo loiro, conseguindo um contrato com a gravadora Cat Music. Em 1 de fevereiro de 2001 o grupo lançou o primeiro single do grupo, "Nu Meriti Dragostea Mea", que em pouco tempo se tornou uma das mais tocadas pelas rádios da Roménia. Em 21 de maio é lançado o primeiro álbum do grupo, Atat de Aproape, em um show realizado na casa de shows ClubMaxx, na cidade de Bucareste. O álbum, que explora a sonoridade electropop e house music, trazia 11 faixas em sua primeira composição, sendo relançado meses mais tarde com dois remixes, de onde foram retirados mais dois singles, Iubeste-ma e Numele tau. 

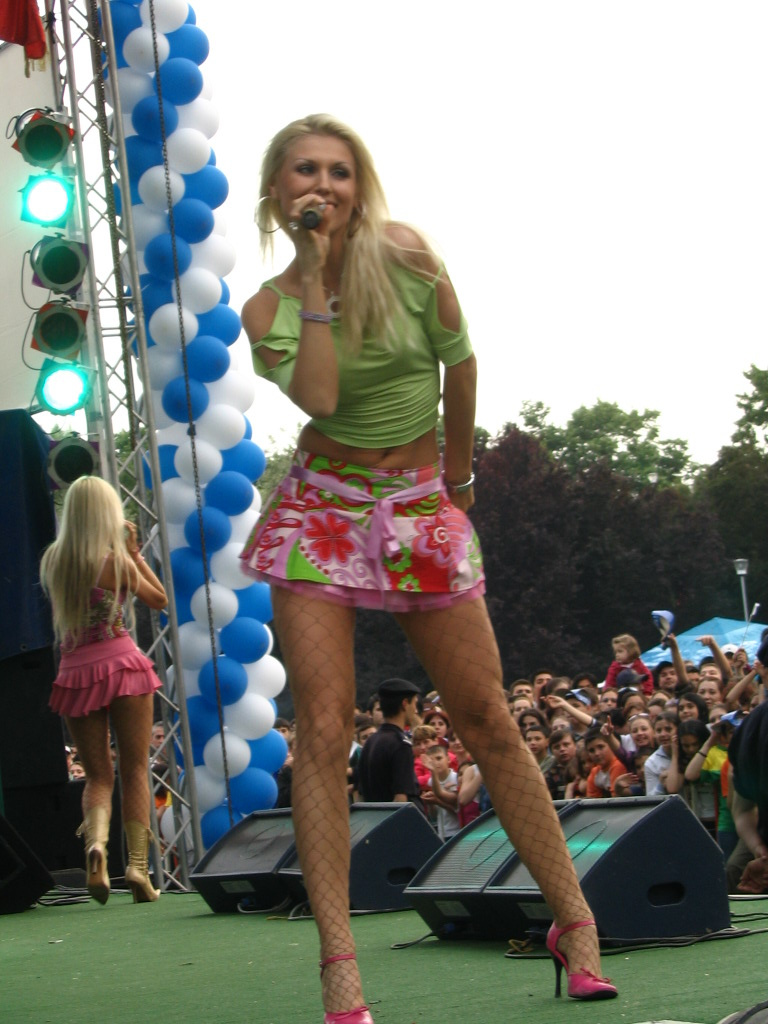
Cristina Rus

Em 12 de junho de 2002 o grupo lançou seu segundo álbum, O parte Din Tine, trazendo 16 faixas sendo cinco delas remixes, onde foram retirados os singles "Doar o Noapte" e "Vreau Sa Mai Stai Doar o Zi, com participação do cantor Directia 5. Em 20 de setembro de 2003 Andreea e Christina lançam seu último álbum juntas, intitulado, Dulce si amar, de onde foram retirados apenas os dois singles "Cu Tine Vreau Sa Traiesc" e "Te-Am Iubit" com participação do cantor MC H. Em 2004, após diversas discussões, Cristina Rus anunciou que estaria saindo do Blondy, deixando Andreea por conta própria.
Em 1 de janeiro de 2005 Andreea lançou seu primeiro álbum solo, Dansez, Dansez sendo também o quarto e último lançado com o nome de Blondy,  finalizando o trabalho com o grupo que agora contava apenas com a cantora, cumprindo assim o contrato que previa o lançamento de quatro trabalhos assinados como Blondy. O álbum trazia os sucessos do grupo, com algumas canções inéditas reunidas em dez faixas, vendendo em torno de 15 mil cópias, ganhando assim certificado de ouro pelo IFPI. O primeiro single retirado do álbum, "Dansez, Dansez", composto e produzido por Laurentiu Duta, havia sido lançado um mês antes, em 2 de dezembro de 2004, alcançando a quinta posição, sendo que em 2 de abril de 2005 é lançado o segundo single, "Indragostiti" e, em 30 de junho o re-lançamento do single "Dulce Si Amar".

## Discografia

### Álbuns
- 2001: Atât de Aproape
- 2002: O parte Din Tine
- 2003: Dulce si amar
- 2005: Dansez, Dansez

### Singles
- 2001: Nu Meriti Dragostea Mea
- 2001: Iubeste-mă
- 2001: Numele tau
- 2002: Doar o Noapte
- 2002: Vreau Să Mai Stai Doar o Zi (feat. Directa 5)
- 2003: Cu Tine Vreau Să Traiesc
- 2003: Te-Am Iubit (feat. MC H)
- 2005: Dansez, Dansez
- 2005: Indragostiti
- 2005: Dulce Si Amar